# Dieter Thomae
Dieter Thomae (* 23. Juni 1940 in Dahlem bei Bitburg; † 14. März 2020 in Sinzig) war ein deutscher Lehrer und Gesundheitspolitiker (FDP).

## Leben
Dieter Thomae erlangte seinen Abschluss als Diplom-Kaufmann an der Universität zu Köln und wurde Berufsschullehrer. Er lebte in Sinzig-Bad Bodendorf. 1972 trat er in die FDP ein. Ab 1974 gehörte er dem Stadtrat von Ahrweiler und später dem Kreistag von Bad Neuenahr-Ahrweiler an. 1975 wurde er mit einer Arbeit über die europäische Steuerharmonisierung an der Fakultät für Wirtschafts- und Sozialwissenschaften der Universität zu Köln promoviert. Als Oberstudiendirektor leitete er von Januar 1984 bis Januar 1987 die kaufmännische Berufsschule in Neuwied, die unter seiner Leitung 1985 den Namen Ludwig-Erhard-Schule erhielt. Von 1980 bis 1998 war er Vorsitzender des FDP-Bezirksverbands Koblenz und gehörte dem FDP-Vorstand in Rheinland-Pfalz an.
Nach der Bundestagswahl 1987 zog er über die Landesliste Rheinland-Pfalz erstmals in den Bundestag ein, dem er fünf Wahlperioden lang angehörte. Von 1987 bis 1991 war er Obmann im Ausschuss für Arbeit und Sozialordnung, von 1991 bis 1998 Vorsitzender des Gesundheitsausschusses des Deutschen Bundestages. Nach der Bundestagswahl 1998 übernahm er von Jürgen Möllemann das Amt des gesundheitspolitischen Sprechers der FDP-Fraktion. Zur Bundestagswahl 2005 trat er nicht erneut an.
Dieter Thomae gilt als der Initiator des Konzeptes „Gesundheitsregion Kreis Ahrweiler“. Nach Aussage seines Parteifreundes Daniel Bahr hat er besonders in der Zeit der von Union und SPD dominierten Gesundheitsreformen nach dem ersten Krankenversicherungs-Kostendämpfungsgesetz von 1977 liberale gesundheitspolitische Akzente im Sinne seiner Partei durchsetzen können. Er ist der Erfinder der in der gesetzlichen Krankenversicherung angewandten Bonus-Regelung beim Zahnersatz.
Dieter Thomae gehörte seit den 1990er Jahren dem Aufsichtsrat des in München ansässigen Pflegeheimbetreibers Curanum AG an, den er von Oktober 2007 bis Anfang Juni 2012 als Vorsitzender leitete und dessen stellvertretenden Vorsitz er auch danach behielt. Unter seiner Führung bestellte der Aufsichtsrat im Herbst 2010 Walther Wever zum Vorstandsvorsitzenden, der die Aktiengesellschaft bis zu ihrer Verschmelzung mit dem französischen Korian-Konzern 2014 führte.
Für seinen Einsatz in der Gesundheitspolitik und für das Gemeinwohl erhielt er im Jahr 2000 die „Hartmann-Thieding-Medaille“ des Hartmannbundes. Zuletzt war er Ehrenvorsitzender des FDP-Bezirksverbands Koblenz.
Unterlagen über seine politische Tätigkeit werden im Archiv des Liberalismus der Friedrich-Naumann-Stiftung für die Freiheit in Gummersbach (NRW) aufbewahrt.
Sein Neffe ist der seit 2017 dem Bundestag angehörende FDP-Abgeordnete Stephan Thomae.

## Schriften
- Die Problematik der Harmonisierung der Versicherungsteuer in der Europäischen Gemeinschaft. Hundt, Köln 1975 (zugleich: Dissertation, Universität zu Köln, 1975).